# Alfred Korzybski
Alfred Władysław Augustyn Korzybski, pseud. Habdank Skarbek Korzybski (ur. 3 lipca 1879 w Warszawie, zm. 1 marca 1950 w Lakeville) – polsko-amerykański inżynier, filozof, logik, twórca semantyki ogólnej, założyciel Międzynarodowego Towarzystwa Semantyki Ogólnej (1942).

## Życiorys

### Dzieciństwo i młodość
Pochodził z polskiej arystokratycznej rodziny, do której należała położona w pobliżu Warszawy posiadłość Korzybie. Tam spędził dzieciństwo i wczesną młodość. Korzybscy od wielu pokoleń kultywowali zainteresowania rozwojem nauki i kładli nacisk na wyższą edukację dzieci. Wielu naukowców, w szczególności inżynierów i matematyków, wyszło z tej rodziny. Korzybski już będąc dzieckiem, mówił biegle czterema językami: polski był jego językiem rodzinnym, rosyjskiego uczył się w szkole, a znajomość francuskiego i niemieckiego wyniósł z domu dzięki guwernantkom. Jak sam wspominał, obserwacja i uczestnictwo w pracach gospodarskich w posiadłości dały początek dojrzałym zainteresowaniom i w konsekwencji doprowadziły do podjęcia pracy naukowo-badawczej. Korzybie znane było jako gospodarstwo modelowe także poza granicami kraju. Ojciec Korzybskiego wprowadzał wiele nowatorskich rozwiązań w zakresie melioracji i mechanizacji rolnictwa. Departament Rolnictwa Stanów Zjednoczonych przysyłał regularnie swych przedstawicieli w celu zdobywania nowych doświadczeń.
Korzybski za namową ojca rozpoczął studia (inżynieria chemiczna) na Politechnice Warszawskiej, mimo że matematyka, fizyka i prawo budziły jego głębsze zainteresowania. W tym czasie także dużo podróżował po Europie. W wieku dwudziestu kilku lat podjął kolejne studia, tym razem na uniwersytecie w Rzymie. W czasie pobytu we Włoszech cieszył się uznaniem wśród swoich znajomych jako dusza towarzystwa i godny zaufania powiernik w trudnych chwilach. Znany z rozlicznych zabaw i romansów z arystokratkami, które często kończyły się pojedynkami szermierczymi, zyskał sobie przydomek „Maledetto Polacco”. W tym czasie nawiązał szereg znajomości w wysokich kręgach watykańskich. Jego pierwszy publiczny odczyt w Watykanie zaszczyciło swoją obecnością kilku kardynałów, a także ówczesny generał zakonu jezuitów. Mimo ekstrawaganckiego trybu życia nauka i obserwacja otoczenia były zawsze najważniejsze dla Korzybskiego. Po powrocie do kraju otworzył małą szkołę dla pracowników rodzinnej posiadłości. Interwencja ojca uratowała go od zesłania na Syberię za ten niezgodny z obowiązującym prawem carskim czyn.

### Przyjazd do USA i początek kariery naukowej
W czasie I wojny światowej służył w sekcji wywiadowczej armii rosyjskiej. Był ranny. Został wysłany do Kanady, a w grudniu 1914 roku do Stanów Zjednoczonych, by nadzorować konwoje z artylerią wysyłaną na front. Po wojnie Korzybski planował powrót do Polski. Jacques Loeb, amerykański uczony i przyjaciel, przekonał go do pozostania i kontynuowania pracy naukowej w USA. Korzybski otrzymał obywatelstwo amerykańskie w roku 1940.
W 1919 roku ożenił się w Nowym Jorku z malarką Mirą Edgerly (1872–1954), która pomagała mu w pracy nad książkami oraz nad tworzeniem i promocją jego teorii semantyki ogólnej.
Swoją pierwszą książkę Manhood of Humanity (Dojrzałość człowieczeństwa) wydał w 1921 roku. Sformułował w niej teorię społeczno-filozoficzną: człowiek jako forma życia, która wiąże czas (ang. mankind as a time-binding class of life). W pracy tej udowadniał, że poprawa warunków życia ludzkości powinna zacząć się od podania właściwej odpowiedzi na pytanie „Czym jest człowiek?”. Podszedł do tego zagadnienia w nowy, niekonwencjonalny sposób. Według teorii Korzybskiego człowiek nie należy do świata zwierząt, bogów czy hybrydowego połączenia obu. Jest natomiast formą życia, która wiąże czas. To wiązanie czasu między generacjami postępującymi arytmetycznie daje człowiekowi możliwości rozwoju samego siebie i wszystkich aspektów życia w tempie postępu geometrycznego. Korzybski był przekonany, że ludzkość po pierwszej wojnie światowej zaczęła wychodzić z etapu dzieciństwa i wchodzić w etap dojrzałości.

### Stworzenie systemu semantyki ogólnej i jego zastosowania
Dalsza praca naukowa doprowadziła do stworzenia całkowicie nowego, niearystotelesowskiego systemu, który Korzybski nazwał semantyką ogólną (ang. general semantics). Z naciskiem podkreślał, że nie należy mylić semantyki ogólnej z semantyką jako działem językoznawstwa. System Korzybskiego wyjaśnia i uczy sposobów efektywnego rozwijania i używania układu nerwowego człowieka w celach naukowych, a także stosowania go we wszystkich innych sferach życia. Po dziesięciu latach wyczerpującej pracy w roku 1933 Korzybski wyłożył główne zagadnienia semantyki ogólnej w kolejnej książce Science and Sanity (Nauka i rozsądek). W publikacji tej przedstawił, że wiedza ludzka i jej przekazywanie ograniczone są przez:
- strukturę systemu nerwowego człowieka,
- strukturę języka.

Człowiek nie może odbierać świata bezpośrednio, ale jedynie za pomocą abstrakcyjnych skojarzeń, obrazów odbieranych z układu nerwowego, które w dalszym ciągu są przekazywane werbalnie. W konsekwencji te złożone ludzkie odczucia i nieprecyzyjność języka prowadzą do zniekształceń rzeczywistego obrazu. Odbiór tego, co nas otacza, nie jest strukturalnie podobny do tego, co nas otacza w rzeczywistości.
Korzybski kładł szczególny nacisk na trening w uświadamianiu abstrakcyjności, przy użyciu technik przejętych ze studiów matematycznych. Wierzył, że matematyka jest jedynym dostępnym „językiem”, którym można opisywać prawa natury. Jedna z technik pomagająca w uświadamianiu abstrakcyjności polegała na utrzymaniu spokoju wewnętrznego i zewnętrznego, czyli zachowaniu „ciszy na poziomach obiektywnych”, jak ją nazywał.
Pod wpływem teorii Korzybskiego pracował też William S. Burroughs, tworząc swoją teorię języka.
W 1938 roku utworzył w Chicago Instytut Semantyki Ogólnej (ang. Institute of General Semantics), który prowadził aż do śmierci. Działalność instytutu doprowadziła do popularyzacji semantyki ogólnej w USA i za granicą. Obecnie należy do niego około 700 osób z ponad 30 krajów. Instytut publikuje kwartalnik „ETC: A Review of General Semantics”, który prenumeruje obecnie ponad 400 bibliotek na całym świecie.
Przykładowa lista dziedzin życia i nauki, w których wykorzystuje się semantykę ogólną:
- rekonstrukcja matematyki,
- poprawa diagnozowania w medycynie psychosomatycznej i poradnictwie w psychoterapii indywidualnej i grupowej,
- leczenie zaburzeń mowy oraz problemów z czytaniem,
- eliminowanie strachu przed wystąpieniami publicznymi,
- poprawa prezentacji i argumentacji w przewodach sądowych,
- wprowadzanie nowych metod edukacji, począwszy od najmłodszych dzieci aż po studia akademickie.

### Anegdota
W czasie pewnego wykładu dla studentów Korzybski wyjął zawinięte w biały papier pudełko ciastek. Wyjaśnił, że musi coś zjeść, po czym zaproponował studentom pierwszego rzędu, by także się poczęstowali. Wszyscy jedli ze smakiem, gdy Korzybski szybkim ruchem zerwał biały papier z pudełka, ujawniając oryginalne opakowanie – duże zdjęcie głowy psa z napisem „Ciastka dla psów”. Studenci zareagowali z przerażeniem, dwoje nawet wybiegło wymiotować do toalety. Korzybski skomentował to następująco: „Drodzy Państwo, właśnie zademonstrowałem, że ludzie nie tylko jedzą pokarmy, ale także słowa, i że smak tych pierwszych często zdominowany jest smakiem drugich”. Ten żart posłużył zilustrowaniu powstawania problemów międzyludzkich, których początek bierze się z niezrozumienia, czy też łączenia w jedno, różnych, czasem przeciwstawnych sformułowań językowych, ostatecznie zawodzących w próbie opisywania rzeczywistości.